# Parc provincial du Mont-Carleton
Le parc provincial du Mont-Carleton (anglais : Mount Carleton Provincial Park) est un parc provincial situé dans le comté de Restigouche, au nord de la province canadienne du Nouveau-Brunswick. Son principal sommet est le mont Carleton, qui est aussi le point culminant de la province.

## Toponymie
Le nom du parc provient du plus haut sommet du Nouveau-Brunswick, le mont Carleton, qui a été nommé en l'honneur de Thomas Carleton, qui fut le premier lieutenant-gouverneur du Nouveau-Brunswick de 1786 à 1817.

## Géographie
Le Parc Provincial du Mont-Carleton est situé à proximité de la ville de Saint-Quentin dans les comtés de Northumberland et Restigouche dans le nord de la province du Nouveau-Brunswick. Le parc occupe 17 000 hectares du territoire néo-Brunswickois, soit le plus grand des 34 parcs provinciaux gérés par le ministère du Tourisme et des Parcs et le ministère des Ressources naturelles du Nouveau-Brunswick. Le point central du parc est le mont Carleton qui est le plus haut sommet des provinces maritimes. Le Parc Provincial du Mont-Carleton est composé de quatre principaux sommets sur son territoire et le plus élevé, le mont Carleton, fait 817 mètres d’altitude et à son sommet on y retrouve une tour d’incendie désaffectée. Il est suivi par le mont Head (792 mètres), le mont Sagamook (777 mètres) et le mont Bailey (564 mètres). Ils font partie de la chaîne des Appalaches qui s’étend sur l’est du continent nord-américain.

## Milieu naturel

### Flore

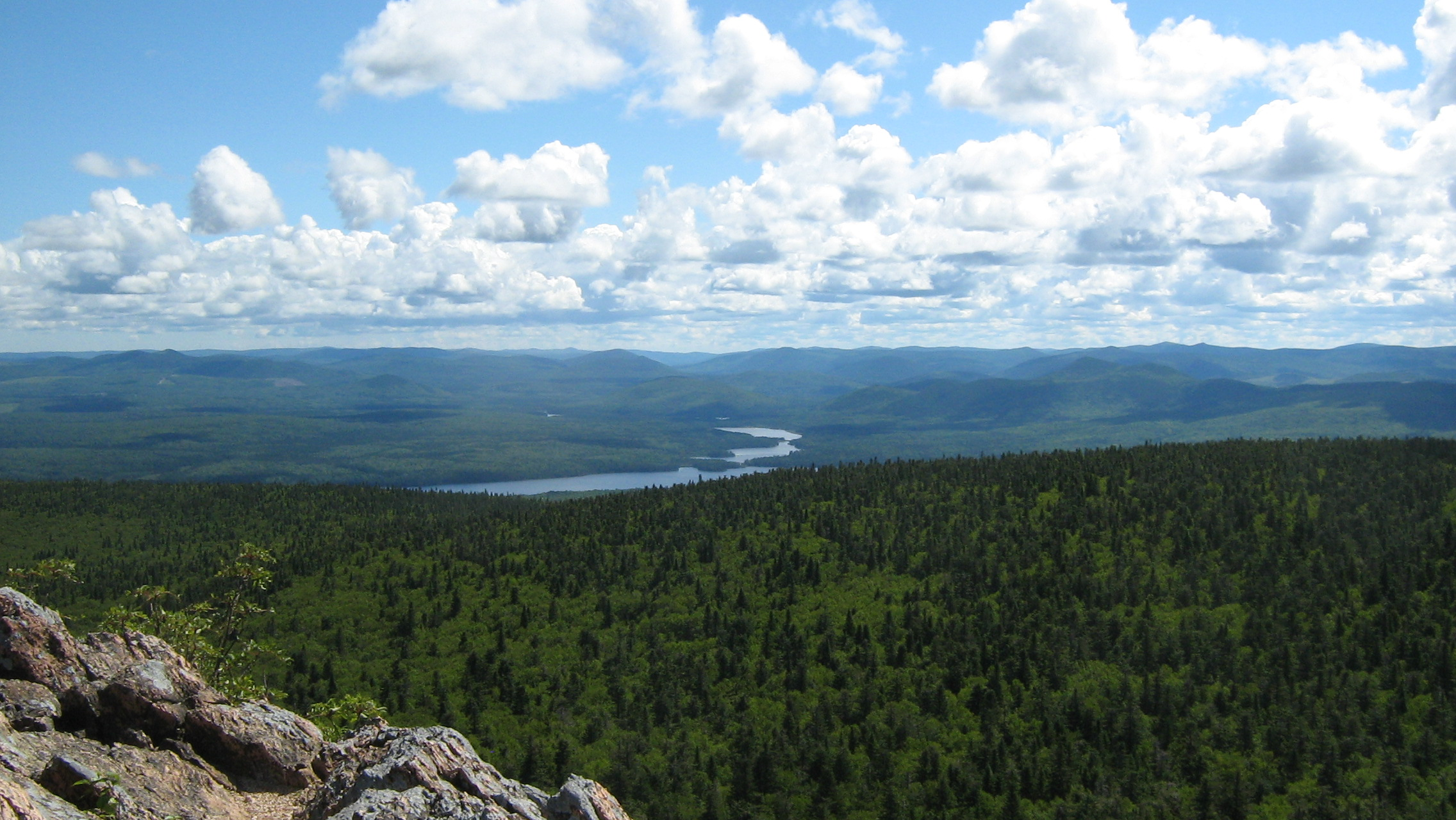
Lacs Nepisiguit vu du mont Carleton

La moitié du parc est située sur les lieux de deux incendies de forêts, le premier en 1925 et le second en 1933.  Dans cette partie, le bouleau à papier (Betula papyrifera) domine les parties hautes et l'épinette noire (Picea mariana) domine les basses.  On y trouve aussi un boisé composé de pin rouge (Pinus resinosa).  Les forêts épargnés par ses incendies sont quant à eux dominées par le sapin baumier (Abies balsamea), l'épinette rouge (Picea rubens), et l'épinette blanche (Picea glauca).
Au sommet des montagnes, la végétation est composée d'épinette noire, de sapin baumier et de bouleau à papier raboubris.  Les sous-bois sont composées de thé du Labrador (Rhododendron groenlandicum), de kalmia à feuilles étroites (Kalmia angustifolia) et de Bleuet à feuilles étroites (Vaccinium angustifolium).

### Faune
On retrouve dans le parc 30 espèces de mammifères. Parmi les ongulés on retrouve le cerf de Virginie (Odocoileus virginianus) et l'orignal (Alces alces).  Parmi les carnivores, on retrouve le renard roux (Vulpes vulpes), le coyote (Canis latrans), le couguar (Puma concolor) et l'ours noir (Ursus americanus).  Parmi les petits mammifères, on retrouve l'Écureuil roux (Tamiasciurus hudsonicus), le tamia rayé (Tamias striatus), le lièvre d'Amérique (Lepus americanus) et le Castor du Canada (Castor canadensis). Le parc est aussi le seul endroit de la province où l'on ait vu la musaraigne de Gaspé (Sorex gaspensis) et le campagnol des rochers (Microtus chrotorrhinus). Deux mammifères ont disparu du parc au cours du XXe siècle, le loup de l'Est (Canis lycaon) et le Caribou des bois (Rangifer tarandus caribou).
Il y aurait 100 espèces d'oiseaux qui fréquenterait le parc. Les plus courantes sont l'hirondelle bicolore (Tachycineta bicolor), le merle d'Amérique (Turdus migratorius), la grive solitaire (Catharus guttatus), le gros-bec errant (Hesperiphona vespertina) et le bruant à gorge blanche (Zonotrichia albicollis). On dénote aussi la présence de grive de Bicknell (Catharus bicknelli) et de plongeon huard (Gavia immer).

## Histoire
Sur le territoire du parc, des archéologues ont découvert des artéfacts de 2500 ans sur ce qui serait des anciens sites de campement de chasseurs nomades. Ensuite le lieu est habité par le peuple autochtone des Malécites et qui rencontrent des explorateurs, des missionnaires et des commerçants de fourrures au 16e siècle. Par la suite, le milieu du 19e siècle est marqué par l’intensification de l’industrie forestière et par la venue de naturalistes et géologues qui examinent les environs. On y voit apparaitre les premiers visiteurs ainsi que des travailleurs forestiers, des prospecteurs, des pourvoyeurs et des riches sportifs . L’appellation du Parc Provincial du Mont-Carleton provient de la montagne portant ce nom qui est le point culminant du Nouveau-Brunswick. Le nom est en l’honneur du premier lieutenant-gouverneur de la province (1786-1817) Thomas Carleton. Le Parc Provincial du Mont-Carleton fut créé en 1970, bien que la première proposition pour la création de celui-ci fût faite dès 1883. En 2009, le parc provincial a été reconnu comme réserve de ciel étoilé par la société royale d'astronomie du Canada.